# Batalla de los Palacios
La "Batalla de los Palacios" ocurrió en el Imperio ruso en la última década del reinado de Catalina II (1784-1796) y el reinado de Pablo I (1796-1801), con efectos dominó que se extendieron hasta el comienzo del reinado de Alejandro I. Un amargo enfrentamiento entre Catalina y Pablo, su único hijo legítimo y heredero, se manifestó en conflictos políticos e ideológicos transitorios, pero también tuvo un impacto duradero y tangible en la arquitectura rusa. Ambos partidos materializaron sus declaraciones políticas y su comprensión del poder soberano en costosos proyectos de construcción en los que participaron los arquitectos más ilustres de la época: Vasili Bazhénov, Vincenzo Brenna, Charles Cameron, Matvéi Kazakov, Giacomo Quarenghi e Iván Stárov. Los proyectos palaciegos de Catalina seguían el canon neoclásico del Siglo de las Luces, mientras que Pablo se inclinaba deliberadamente hacia el emergente romanticismo. Los edificios que estilísticamente se desmoronaron de estos programas fueron demolidos o reconstruidos sin dudarlo. La "batalla" comenzó en 1785 con la demolición del palacio principal de Tsarítsino, y culminó en 1796 con la demolición de Pella, el palacio imperial más grande en el área de San Petersburgo.

## Antecedentes
Hasta 1722, el orden de sucesión en Rusia se basaba en la primogenitura. En 1722, Pedro I se separó de la tradición y promulgó el derecho (y, de hecho, la obligación) del monarca de nombrar a su sucesor a voluntad. El cambio fue seguido por una serie de golpe de estado; durante la mayor parte del siglo XVIII, el trono fue ocupado por mujeres: Catalina I, Ana, Isabel y Catalina II. Catalina II ascendió al trono gracias al asesinato de su marido, Pedro III, cuando su único hijo legítimo, Pablo, tenía siete años. Paul conservó el afecto por su difunto padre durante toda su vida; Sin embargo, con la edad, este sentimiento mutó en odio hacia su madre.
Al comienzo del reinado de Catalina, Pablo fue vital para su supervivencia, siendo el símbolo viviente de la continuidad dinástica; sin embargo, en 1772, cuando Paul estaba llegando a la mayoría de edad, comenzó a mostrar un deseo de participar en el gobierno, desafiando así potencialmente el poder absoluto de su madre. Por lo tanto, Catalina ideó un plan para alejar a Pablo de cualquier participación en la política: Pablo tenía que casarse, retirarse a una vida familiar tranquila y producir  un hijo que pudiera convertirse en un mejor candidato para la sucesión. Este hijo, el futuro emperador Alejandro I, nació en 1777, y Catalina lo preparó con entusiasmo para un futuro ilustre, aunque nunca elevó su elección al nivel del testamento escrito del monarca. Paul, a su vez, se volvió cada vez más sospechoso de cualquier cosa que hiciera su madre, e incluso casi boicoteó la ceremonia de boda de Alejandro en 1793. La lucha política entre Catalina y Pablo, que inicialmente «tenía un significado secreto oculto a los no iniciados, pero conocido por la corte», pronto se hizo pública, siendo bien conocida no sólo por San Petersburgo, sino también por numerosas cortes extranjeras.
Catalina comenzó a cambiar la arquitectura de Rusia tras su ascensión al trono. Abrazó dos conceptos, la arquitectura como alegoría de sus ideas políticas y la arquitectura como política para implementar estas ideas. Sus gustos se desarrollaron en etapas, desde el rococó francés hasta el renacimiento gótico, hasta que finalmente se decidió por el palladianismo en la década de 1780. El neoclasicismo cataliniano se basaba en modelos franceses que se inclinaban hacia las formas romanas antiguas. La elección también reflejó el proyecto griego de toda la vida de Catalina, el impulso para apoderarse del Estrecho del Mar Negro de los otomanos y restablecer el Imperio bizantino con su nieto Constantino como emperador.
Paul, que detestaba la Ilustración catalina, consideraba que la arquitectura clásica era una reproducción seca y emocionalmente inadecuada de las antigüedades. Dmitri Shvidkovski señaló un encuentro en 1782 entre Paul y un artista y anticuario francés, Charles-Louis Clérisseau, en el Palacio de Chantilly, como el evento que podría haber moldeado los gustos arquitectónicos de Paul. Clerisseau, que sabía que era admirado por la emperatriz, reprendió al heredero aparente ruso por no haberle prestado atención antes y prometió denunciar la "falta de respeto" de Pablo a Catalina; poco más podía herir más los sentimientos de Pablo. El amargo intercambio selló los gustos de Pablo a favor del emergente Romanticismo y, al mismo tiempo, del Barroco francés, y sembró la semilla de la "Batalla de los Palacios".

## Primer golpe

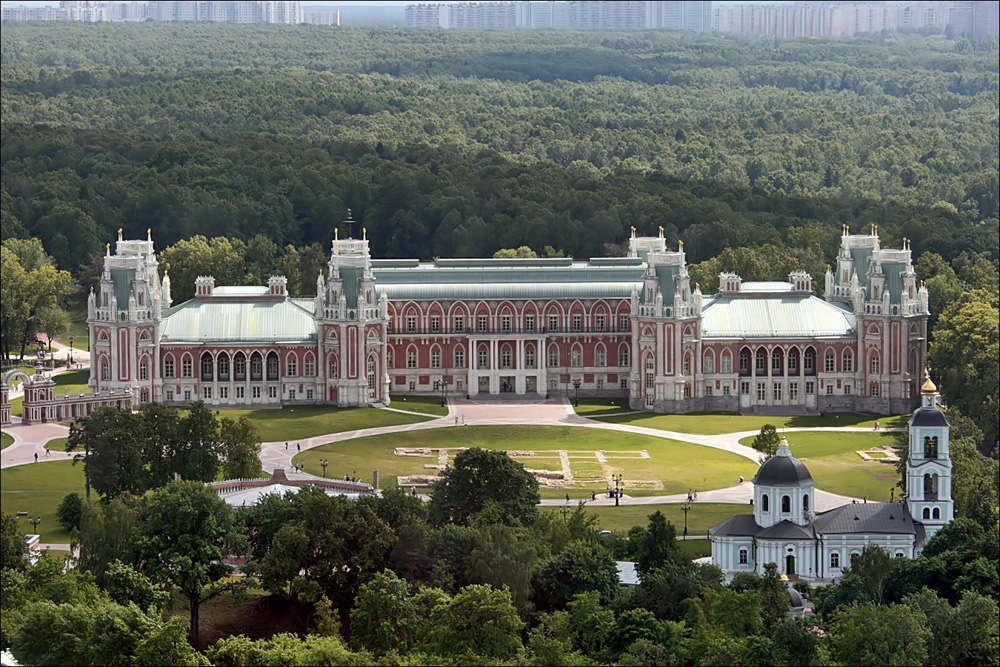
El palacio principal del Tsarítsino - El núcleo de Matvéi Kazakov reconstruido durante 2005-2007.

En 1775, Catalina aprobó los bocetos del Tsarítsino de Vasili Bazhénov, pero al ver la estructura casi completa el 14 de junio de 1785, lo encontró muy desagradable, despreció a Bazhenov y ordenó la demolición inmediata. En su carta del 19 de junio de 1785 a Pablo, solo mencionó que "el Senado del Kremlin y Tsarítsino aún no están listos". El mecanismo de destrucción ya estaba en marcha, aunque a un ritmo lento. Catalina firmó un decreto formal para arrasar los palacios de Bazhenov y autorizó los borradores de Matvéi Kazakov el 17 de febrero de 1786.
Ni la afiliación de Bazhenov con los masones libres, ni su arquitectura neogótica tuvieron la culpa. Bazhenov, sin embargo, cometió un error al ceñirse a los planos de 1775 que preveían dos palacios idénticos para Catalina y Pablo centrados en el edificio central público. En 1775, la igualdad de madre e hijo estaba en línea con la política de Catalina, pero en 1785, sus relaciones se tensaron irreversiblemente. Catalina destituyó a Bazhenov e invitó a Kazakov a reconstruir el palacio con un solo edificio principal: el suyo propio. Se completó estructuralmente en la década de 1790, pero se abandonó después de la muerte de Catalina. Estuvo en ruinas durante más de dos siglos y fue reconstruido en un moderno centro de convenciones entre 2005 y 2007.

## Pávlovsk

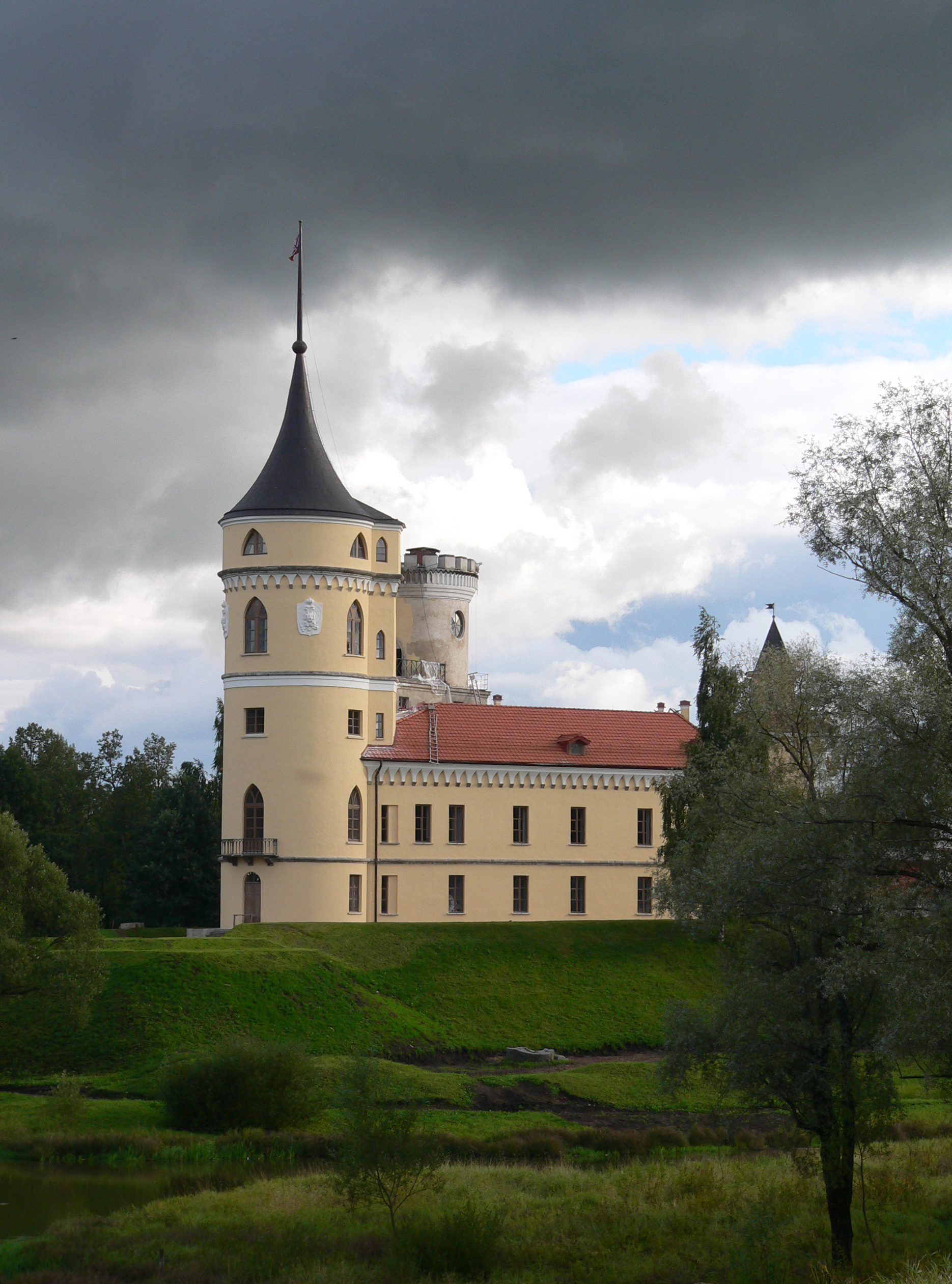
Fortaleza de Bip (el capricho de Pablo) en Pávlovsk

Pávlovsk, la finca de Pablo (y más tarde de Sofía Dorotea de Wurtemberg) desde 1777, fue diseñada y construida por el neoclasicista palladiano de origen escocés Charles Cameron. A Pablo no le gustaba Cameron simplemente porque era el protegido de su madre. La Pavlovsk de Cameron estaba lejos de la visión de Pablo de lo que debería ser una residencia imperial: carecía de fosos, fortalezas y toda la demás parafernalia militar tan querida por Pablo; "Cameron creó un mundo marcadamente privado para el Gran Duque. El palacio podría haber pertenecido a cualquiera... no al zar de Rusia al acecho". En 1786, mientras los equipos de demolición de Tsaritsino arrasaban las torres de Bazhenov, Paul despidió a Cameron y lo reemplazó con Vincenzo Brenna.
Paul contrató personalmente a Brenna, entonces empleado por Stanisław Kostka Potocki, en 1782, y lo utilizó desde 1783 hasta 1785 para visualizar sus fantasías arquitectónicas; el heredero y el arquitecto desarrollaron un vínculo espiritual particular, compartiendo la misma filosofía del arte: "Pablo fue el primer emperador de la era romántica, Brenna fue la precursora del neoclasicismo romántico". Brenna dejó intacto el núcleo del palacio de Cameron, extendiéndolo con alas laterales; aunque remodeló los interiores, tienen rastros del estilo de Cameron hasta la fecha. Sin embargo, la suite privada de María y la militaria que se exhibe en los salones públicos se atribuyen solo a Brenna. Más importante aún, Brenna "militarizó" el escenario al construir una locura gótica, la fortaleza Bip, sobre las ruinas de los fuertes suecos reales de la Gran Guerra del Norte. Paul estaba tan fascinado con Bip que incluyó la locura en el registro de fortalezas reales del Ejército.
Después de la muerte de Catalina, Pablo y Brenna ampliaron la propiedad de Pavlovsk con verdaderos cuarteles militares, habitaciones de oficiales y un hospital. Paul instruyó a Brenna para que buscara materiales en los edificios más recientes e incompletos de Catherine; El Pabellón del Campo de Rosas de Cameron (en ruso: беседка на Розовом Поле), la Nueva Galería y el Templo de la Memoria en el parque Sophia desaparecieron sin dejar rastro, mientras que el Pueblo Chino en Tsárskoye Seló perdió sus elaborados acabados exteriores.

## Pela

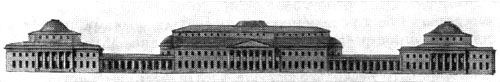
El dibujo del Palacio de Pella por Giacomo Quarenghi muestra solo tres de los veinticinco edificios de lo que fue el palacio imperial más grande de Rusia

En 1784, Catalina ordenó la construcción de una residencia de campo para su nieto, Alejandro. El nombre, Palacio de Pella, invocaba los recuerdos de Alejandro Magno y Pela, la capital de la antigua Macedonia. El mensaje era claro: Alejandro, que entonces tenía siete años, era el nuevo gobernante, aunque legalmente Pablo seguía siendo el primero en la línea de sucesión para la sucesión. Pella, diseñado por Iván Stárov, fue el palacio imperial ruso más grande de la época, y más complejo en composición que cualquier cosa en Rusia. El palacio central estaba rodeado por veinticuatro edificios más pequeños de estilo palladiano conectados con galerías con dos columnas. Catalina llamó a Pella el "fénix naciente", aludiendo a la ascensión de Alejandro al poder después de su muerte.
Después de Pella, Catalina encargó dos palacios más para Alejandro. El primero, un diminuto Alexander Dacha cerca de Pavlovsk, fue diseñado por Nikolái Lvov o Charles Cameron. Se terminó en 1789; inusualmente para la arquitectura catalina, combinó una planta baja neoclásica y un mirador oriental con una cúpula dorada. La dacha, una vez descrita como un "templo del rosal sin espinas", fue abandonada más tarde y vendida a propietarios privados. El segundo, el Palacio de Alejandro en Tsárskoye Seló, fue construido en 1792 hasta 1796 por Giacomo Quarenghi como regalo de boda a Alejandro e Luisa de Baden. El palacio sobrevivió al reinado de Pablo y pasó al hermano de Alejandro, el futuro zar Nicolás.
Inmediatamente después de la muerte de Catalina, Pablo ordenó la demolición de Pella y que los materiales se reutilizaran para la construcción del Castillo Mijáilovski en San Petersburgo. La demolición, autorizada por Pablo el 7 de diciembre de 1796, en realidad comenzó en mayo de 1797, comenzando con las galerías de conexión. En enero de 1801, seis de los nueve edificios estaban completamente demolidos; otros tres fueron arrasados durante el reinado de Alejandro. No solo se demolieron los edificios, sino que también desaparecieron prácticamente todas las imágenes de ellos.

## Castillo Mijáilovski

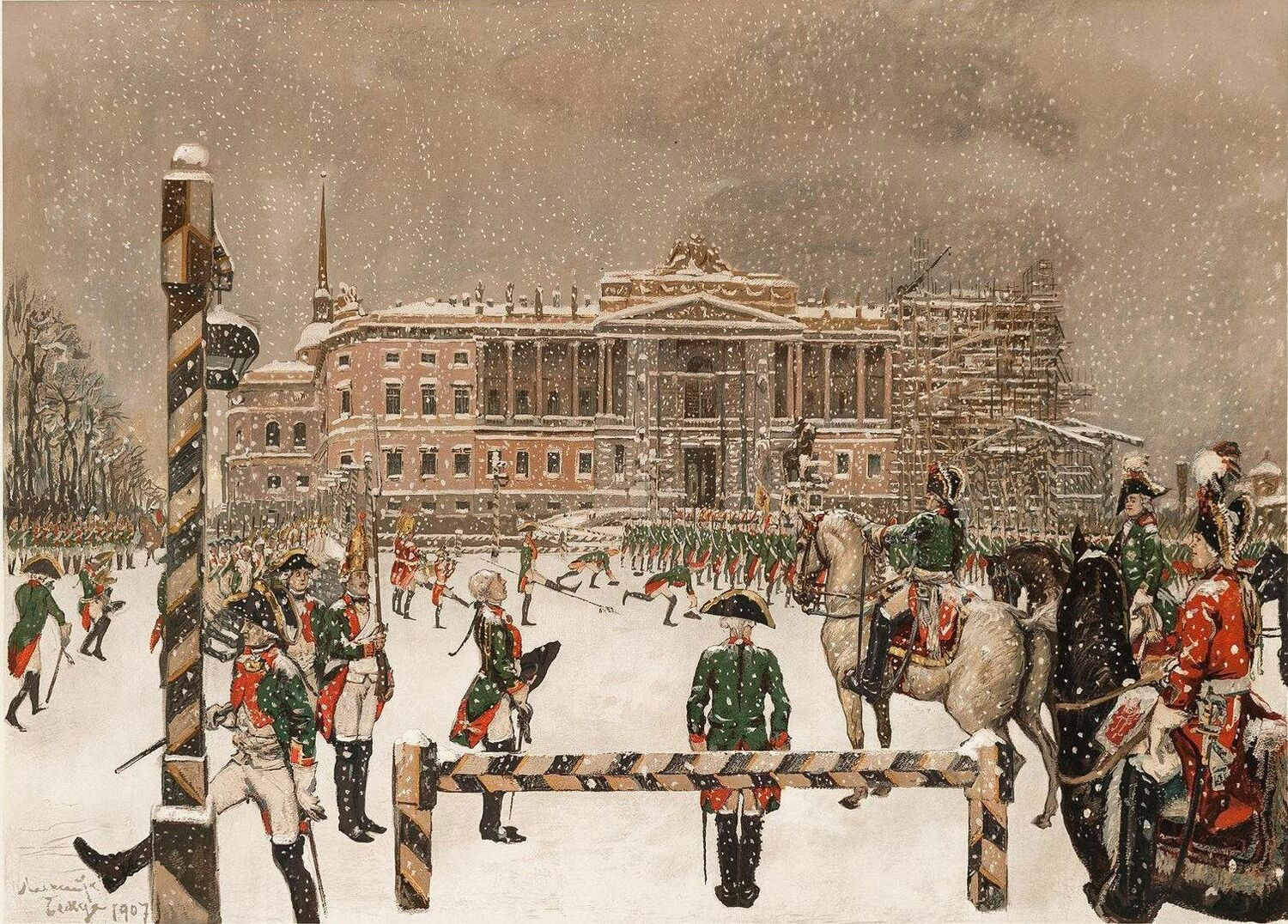
Desfile militar del emperador Pablo frente al Castillo Mijáilovski por Alexandre Benois. Fíjate en los andamios que rodean el castillo inacabado.

Los sueños de Pablo, visualizados por Brenna en la década de 1780, se materializaron en el Castillo Mijáilovski, la principal residencia del emperador en San Petersburgo destinada a reemplazar el Palacio de Invierno asociado con el reinado de Catalina. El lugar elegido para el castillo era muy significativo para Pablo: albergaba el Palacio de Verano de madera de la emperatriz Isabel, fue el lugar de nacimiento de Pablo, pero también un lugar donde su temida madre fue proclamada emperatriz por las mismas personas que mataron a su padre. Pablo dijo que tuvo una visión del Arcángel Miguel, quien le instruyó para erigir una iglesia en su lugar de nacimiento, y de hecho, el castillo diseñado por Brenna tenía una iglesia prominente integrada en su fachada occidental. Autorizado inmediatamente después de la muerte de Catalina, el castillo fue completado por Brenna en cuatro años y ocupado por la familia real poco antes de la muerte de Pablo. Tenía un marcado estilo barroco, contrario al palladianismo cataliniano.
Pablo I fue asesinado en el castillo Mijáilovski el 23 de marzo de 1801. Brenna, Carlo Rossi y muchos otros artistas italianos empleados por el difunto emperador abandonaron Rusia. Alejandro y su corte se trasladaron al Palacio de Invierno, y su Oficina de la Corte (en ruso: гофинтендантское ведомство) convirtió el castillo redundante en oficinas y viviendas. Pronto, el antiguo palacio albergó a casi 900 residentes, incluido el futuro mariscal de campo von Diebitsch irónicamente, el retirado Charles Cameron y su esposa. En 1819, el edificio se convirtió en un colegio militar; El parque del palacio, las fortalezas y los fosos finalmente desaparecieron.

## Consecuencias
Durante la década que separó la muerte de Pablo en 1801 y la invasión francesa de Rusia en 1812, la corte de San Petersburgo y sus arquitectos refinaron y modificaron el neoclasicismo cataliniano en la versión rusa del estilo Imperio. Alejandro I no se dedicó activamente a la arquitectura hasta la reconstrucción de la posguerra, aunque prefirió el arte de Quarenghi, Thomas de Thomon y Andréi Voronikhin; la construcción de la Catedral de Kazán de Voronikhin se inició pocas semanas después de la muerte de Pablo. Fuera de San Petersburgo, varios estilos románticos basados en la arquitectura neogótica convivieron con el arte oficial predominante. Los arquitectos envejecidos involucrados en la "batalla de los palacios" se retiraron, dando paso a una nueva generación:
- Carlo Rossi regresó a San Petersburgo, asumiendo el papel de arquitecto de facto de la ciudad en 1814.[32] Su carrera en la arquitectura se extendió hasta la década de 1830.
- Giacomo Quarenghi disfrutó de un renacimiento de su carrera en 1803-1808 cuando creó el Instituto Smolny, el Instituto Catheriniano, el Gabinete Imperial del Palacio Anichkov y otros monumentos de San Petersburgo. Fue elevado a la nobleza hereditaria en 1814 y murió en 1817.
- Iván Stárov, el arquitecto del Palacio de Pella, se retiró antes de la ascensión de Pablo y murió en 1808. Su última obra importante, una catedral en Kazán, fue terminada en 1796.[33]
- Vincenzo Brenna se estableció en Dresde, Sajonia, y no ejerció la arquitectura desde entonces; Murió en 1820.[34]
- Charles Cameron regresó al servicio activo en 1803 como arquitecto jefe del Almirantazgo ruso; en dos años, completó el Hospital Naval en Oranienbaum y preparó borradores para la Catedral Naval de Kronstadt.[35] Se retiró con honores en 1805[35] y vivió en el castillo de San Miguel hasta su muerte en 1812.[14]
- Matvéi Kazakov completó decenas de edificios neoclásicos privados y públicos y una catedral neogótica en Moscú. En 1806 fue acusado de mala administración de fondos públicos; No se presentaron cargos penales, pero fue despedido de todos los contratos gubernamentales.[36] Kazakov murió en 1812, poco después de escuchar la noticia de que la mayoría de sus obras perecieron en el Gran Incendio de Moscú de 1812.